# Christophe Vuilleumier
Pour les articles homonymes, voir Vuilleumier.
Vous pouvez aider à l'améliorer ou bien discuter des problèmes sur sa page de discussion.
- Certaines informations devraient être mieux reliées aux sources mentionnées dans la bibliographie ou les liens externes. Améliorez sa vérifiabilité en les associant par des références. (Marqué depuis juin 2017)
- Il ne s’appuie pas, ou pas assez, sur des sources secondaires ou tertiaires. (Marqué depuis juin 2017)

- Archive Wikiwix
- Bing
- Cairn
- DuckDuckGo
- E. Universalis
- Gallica
- Google
- G. Books
- G. News
- G. Scholar
- Persée
- Qwant
- (zh) Baidu
- (ru) Yandex
- (wd) trouver des œuvres sur Wikidata

Christophe Vuilleumier, né le 12 septembre 1970, est un historien suisse qui publie principalement sur le XVIIe et le XXe siècle.
Il travaille prioritairement sur l'histoire de l'espionnage, l'histoire suisse, l'histoire carcérale et la Première Guerre mondiale.

## Biographie
Étudiant à l'université de Genève dans les années 1990, il y passe sa licence, puis un DES (Au seuil de la modernité) avant d'entamer un doctorat sous la direction du professeur Olivier Fatio.
Il s'est spécialisé en prosopographie au sein de l'École pratique des hautes études de Paris, avec François Monnier. Il a été boursier du Fonds de la recherche scientifique. Puis, il termine sa thèse Les élites politiques genevoises 1580-1652  à Princeton NJ et la soutient à Genève en 2010.
Par ailleurs professeur externe à la HES-SO Valais, il a été nommé au Forum des 100 en 2016, et a élaboré l'année suivante une nouvelle collection, Études historiques, au sein des éditions Slatkine, en collaboration avec l'éditeur Ivan Slatkine.

## Publications
- Les Chenevière. Une famille genevoise (1582-2021), Genève, Slatkine, 2021. (ISBN 978-2-8321-1084-3)
- Chêne-Bourg. Entre passé et avenir, Genève, Slatkine, 2019. (ISBN 978-2-8321-0934-2)
- Ordre des avocats vaudois, 120 ans entre tradition et justice, Colombier, Papers-etc., 2018.  (ISBN 978-2-9701227-0-8)
- J’aime la Suisse et ses villages, Crissier, SGED, 2018.
- Champ-Dollon, les Quarantièmes rugissants - Histoire, Genève, Slatkine, 2017.  (ISBN 9782832108147)
- L'Honneur au service du diable: crime de guerre et cruauté ordinaire, Claude Bonard, Olivier Meuwly, Hervé de Weck, préf. de Dick Marty, Genève, Slatkine, 2016.  (ISBN 9782051027830)
- Quel est le salaud qui m'a poussé? Cent figures de l'histoire suisse, en coll. avec Frédéric Rossi, collectif, Gollion, Infoclio, 2016.  (ISBN 9782884743792)
- Les métiers du bois à Genève, des origines à nos jours (Histoire d'une association), Genève, Slatkine, 2015.  (ISBN 9782832107164)
- La Suisse et la guerre de 1914-1918, Actes du colloque tenu du 10 au 12 septembre 2014 au Château de Penthes, Genève, Slatkine, 2015.  (ISBN 9782051027458)
- La Suisse face à l'espionnage, 1914-1918, Genève, Slatkine, 2015.  (ISBN 9782832106464)
- Ombres et lumières du Bois-Mermet. Histoire d'une prison lausannoise (1905-2015), Gollion, Infolio, 2014.  (ISBN 9782884747417)
- Les élites politiques genevoises, 1580-1652, Genève, Slatkine, 2009.  (ISBN 9782832103746)
- La Prison de Champ-Dollon, 1977-2007, 30 ans d'histoire, Genève, Editions IES, 2007.  (ISBN 978-2-88224-081-1)
- Christophe Vuilleumier et Gérard Duc, Du CEVA au Léman Express : Le chantier du siècle, Genève, Éditions Slatkine, 30 avril 2020, 272 p. (ISBN 9782832109779, EAN 9782832109779, présentation en ligne).